# Overly Dedicated
Albums de Kendrick Lamar
Kendrick Lamar
(2009) Section.80
(2011)
Overly Dedicated, stylisé O(verly) D(edicated) et souvent abrégé O.D., est la cinquième mixtape de Kendrick Lamar, sortie le 14 septembre 2010.

## Liste des titres
| 1.          | The Heart Pt. 2 (featuring Dash Snow – Produit par les Roots)                          | A Peace of Light des Roots featuring Amber Coffman, Angel Deradoorian et Haley Dekle       | 4:54 |
| 2.          | Growing Apart (To Get Closer) (featuring Jhené Aiko – Produit par Tae Beast)           | On the Way de Bobby Cook and The Explosions Hangin' de Stylus                              | 3:51 |
| 3.          | Night of the Living Junkies (Produit par Sounwave)                                     | The New Workout Plan de Kanye West                                                         | 3:32 |
| 4.          | P&P 1.5 (featuring Ab-Soul – Produit par King Blue)                                    | Give It to Me Baby de Rick James Clock With No Hands des Roots featuring Mercedes Martinez | 6:02 |
| 5.          | Alien Girl (Today With Her) (Produit par Sounwave)                                     |                                                                                            | 4:00 |
| 6.          | Opposites Attract (Tomorrow Without Her) (featuring JaVonte – Produit par Willie B)    | Go Stetsa I de Stetsasonic                                                                 | 4:42 |
| 7.          | Michael Jordan (featuring Schoolboy Q – Produit par Sounwave)                          | Swag Surf de Lil Wayne                                                                     | 5:51 |
| 8.          | Ignorance Is Bliss (Produit par Willie B)                                              | Alright de D'Angelo                                                                        | 3:28 |
| 9.          | R.O.T.C. (Interlude (featuring BJ the Chicago Kid – Produit par Jairus « J-Mo » Mozee) | Open Your Eyes de Bobby Caldwell                                                           | 2:43 |
| 10.         | Barbed Wire (featuring Ash Riser – Produit par Sounwave)                               |                                                                                            | 4:26 |
| 11.         | Average Joe (Produit par Wyldfyer)                                                     | Who Knew d'Eminem                                                                          | 4:16 |
| 12.         | H.O.C. (Produit par Drop)                                                              | Galaxy de Mass Production                                                                  | 5:17 |
| 13.         | Cut You Off (To Grow Closer) (Produit par Tae Beast)                                   | Harlem Love Theme de J.J. Johnson et Bobby Womack                                          | 6:04 |
| 14.         | Heaven & Hell (featuring Alori Joh – Produit par Tommy Black)                          | Believe de Bobby Lyle                                                                      | 3:12 |
| Total 60:18 |                                                                                        |                                                                                            |      |

| Titre bonus | Titre bonus                                                                 | Titre bonus | Titre bonus | Titre bonus | Titre bonus | Titre bonus | Titre bonus | Titre bonus | Titre bonus |
| No          | Titre                                                                       | Durée       |             |             |             |             |             |             |             |
| ----------- | --------------------------------------------------------------------------- | ----------- | ----------- | ----------- | ----------- | ----------- | ----------- | ----------- | ----------- |
| 15.         | She Needs Me (Remix) (featuring Dom Kennedy et MURS – Produit par Sounwave) | 3:16        |             |             |             |             |             |             |             |
| 16.         | I Do This (Remix) (featuring Skeme et U.N.I. – Produit par Sounwave)        | 4:08        |             |             |             |             |             |             |             |
| Total 67:42 |                                                                             |             |             |             |             |             |             |             |             |